# Мечеть Азизие (Тулча)
Мечеть Азизие (рум. Moscheea Azizyie)— мечеть, расположенная в Румынском городе Тулча.
Мечеть была построена в 1863 году во время правления султана Абдул-Азиза, в честь которого она и получила своё название. Среди крупнейших мечетей, построенных Османской империей в Добрудже, она сделана из тесаного камня толщиной 85 см. В ней 32 окна, из которых 18 находятся в верхней части, что обеспечивает естественное освещение внутренней террасы, которая окружает здание с трех сторон. С момента основания мечети рядом с мечетью функционировала турецкая школа, которая была закрыта в 1865 году. Нынешний минарет датируется 1897 годом. К тому времени Добруджа была частью Старого королевства, и минарет был восстановлен на средства, предоставленные Министерством по делам религий и народного просвещения.
Мечеть косвенно выиграла от набегов черкесов Добруджи. Поселившись в регионе в 1864 году после геноцида черкесов, они вступили в конфликт с несколькими местными народами и совершили набеги против них. Позже они отдали часть прибыли, полученной от этих набегов, османским властям, которые потратили часть из них на мечеть Азизие и современный Художественный музей Тулчи. В дальнейшем черкесы были изгнаны из Добруджи после подписания Сан-Стефанского договора.
Мечеть и бывшая школа включены в список исторических памятников Министерством культуры и религиозных дел Румынии.

## Галерея

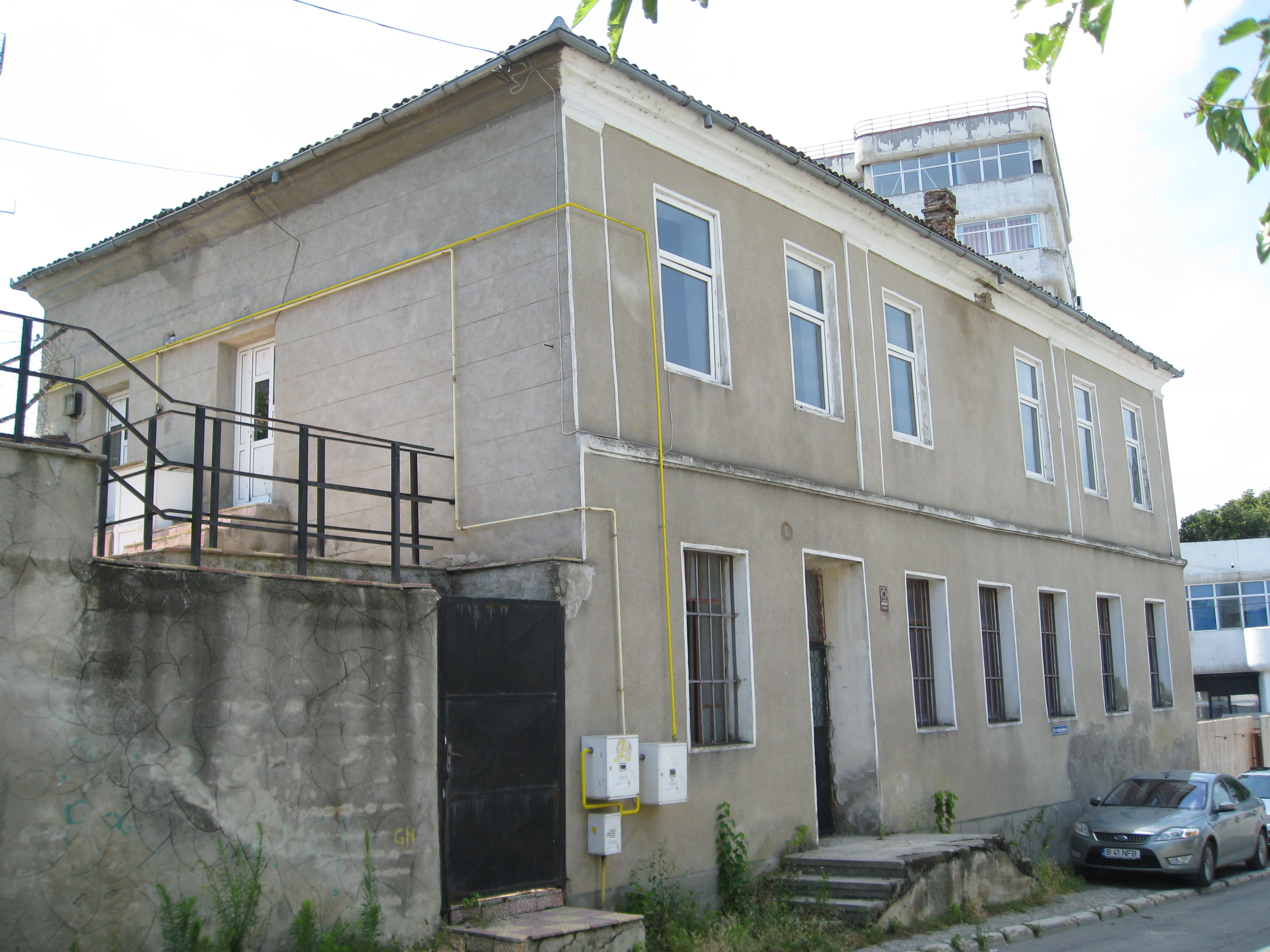
Бывшая турецкая школа